# Ceratostylis pugioniformis
Ceratostylis pugioniformis är en orkidéart som beskrevs av Johannes Jacobus Smith. Ceratostylis pugioniformis ingår i släktet Ceratostylis och familjen orkidéer. Inga underarter finns listade i Catalogue of Life.